# Marquay (Pas-de-Calais)
Marquay é uma comuna francesa na região administrativa de Altos da França, no departamento de Pas-de-Calais. Estende-se por uma área de 3,47 km². Em 2010 a comuna tinha 177 habitantes (densidade: 51 hab./km²).